# قطار رویاها
قطار رؤیاها (به انگلیسی: Train Dreams) یک فیلم درام آمریکایی محصول سال ۲۰۲۵ به کارگردانی کلینت بنتلی با بازی جوئل اجرتون و فلیسیتی جونز است.

## خلاصه داستان
یک چوب‌بر (اجرتون) برای توسعه راه‌آهن در سراسر ایالات متحده کار می‌کند و باعث می‌شود زمان زیادی را دور از همسرش (جونز) و دخترش سپری کند و در حال مبارزه با جایگاه خود در دنیایی در حال تغییر است.

## ساخت
فیلمبرداری در آوریل ۲۰۲۴ در ایالت واشینگتن با مکان‌های فیلمبرداری از جمله اسپوکن، و کولویل آغاز شد.

## انتشار
قطار رؤیاها در جشنواره فیلم ساندنس ۲۰۲۵ در ۲۶ ژانویه ۲۰۲۵ به نمایش درآمد. مدت کوتاهی پس از آن، نتفلیکس حقوق پخش فیلم را به دست آورد.

## بازخوردها
- در وب‌سایت جمع‌آوری نقد راتن تومیتوز از رای ۳۱ نقد منتقد، با میانگین امتیاز ۸٫۵ از ۱۰ مثبت است.
- در متاکریتیک که از میانگین وزنی استفاده می‌کند، بر اساس رای ۱۱ منتقد، امتیاز ۸۴ از ۱۰۰ را به این فیلم اختصاص داده است که نشان دهنده «تحسین جهانی» است.